# USS Herndon (DD-198)
Za druga plovila z istim imenom glejte USS Herndon.
USS Herndon (DD-198) je bil rušilec razreda Clemson v sestavi Vojne mornarice Združenih držav Amerike.
Rušilec je bil poimenovan po pomorskem častniku Williamu Lewisu Herndonu.

## Zgodovina
Rušilec je bil leta 1930 predan Obalni straži ZDA, kjer so jo preimenovali v USCGD Herndon (CG-17), nato pa je bila vrnjena Vojni mornarici ZDA že leta 1934. Med drugo svetovno vojno je bila nato leta 1940 predana Kraljevi vojni mornarici, kjer so jo poimenovali kot HMS Churchill (I45) in 16. julija 1944 še Sovjetski vojni mornarici, kjer so jo preimenovali v Dejatelni.